# Ellemann-Jakobsen

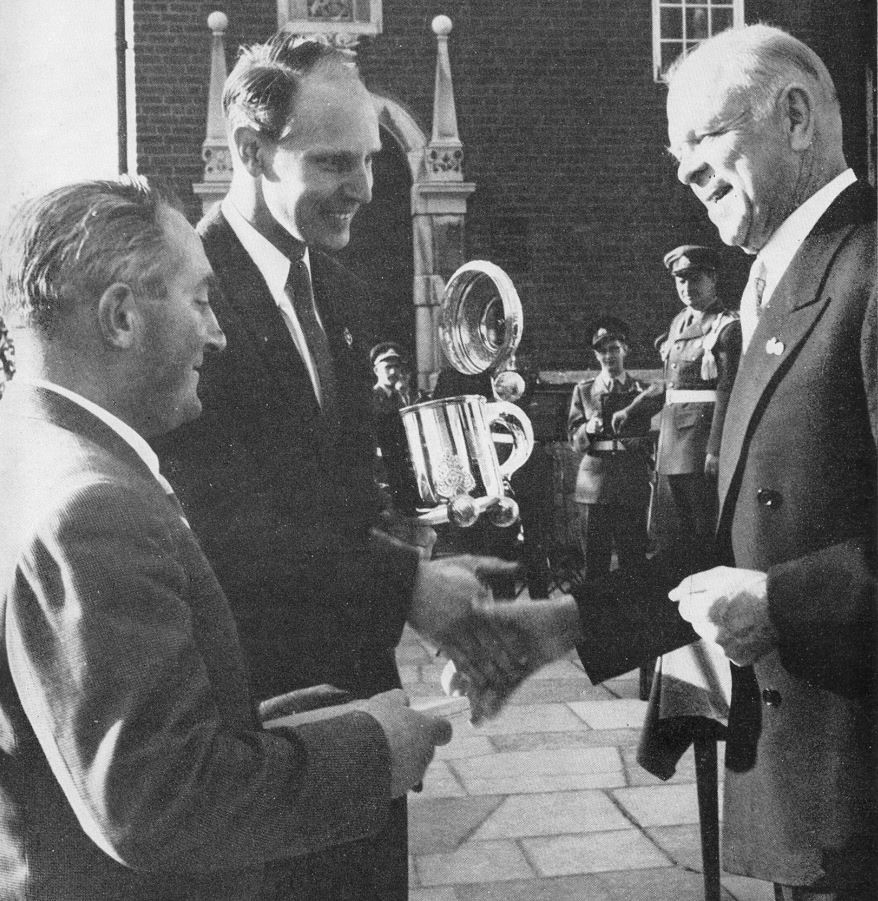
Ernst Nilson överräcker i samband med Midnattssolsrallyt 1958 segerpokalen till Gunnar Andersson och Niels-Peder Ellemann Jacobsen. Platsen är Östersunds rådhustrappa.

Ellemann-Jakobsen var en biltrimmare i Partille. Bolaget blev känt under 1950-talet för sin trimning av Volvo PV 444/544. I mitten av 50-talet fanns 3 000 Volvo-bilar som trimmats av Ellemann-Jakobsen. Ventilkåpan med texten "Ellemann-Jakobsen" blev ett signum.
Verksamheten grundades av Niels-Peder Ellemann-Jakobsen omkring 1950, en dansk som invandrat till Sverige några år tidigare. Verkstaden fanns först i närheten av Daros i Partille och flyttade sedan till Eckens väg 14 intill järnvägen. Ellemann-Jakobsen kunde etablera sig som trimningsexpert och tävlade även framgångsrikt inom bilsport i Sverige och Danmark. Ellemann-Jakobsen fick rykte om sig som en mästertrimmare och kallades bland annat ”Trollkarlen från Partille”. En stor seger kom 1958 när Niels-Peder Ellemann-Jakobsen tillsammans med Gunnar Andersson vann Midnattssolsrallyt med en Volvo PV 444.

## Källa
- Teknik för alla, nr 21/1964